# Stainfield (South Kesteven)
Stainfield – przysiółek w Anglii, w Lincolnshire, w dystrykcie South Kesteven, w civil parish Haconby. Stainfield jest wspomniana w Domesday Book (1086) jako Steintune/Stentuith.